# Operacija pozitivci
Operacija pozitivci (eng. Operation Good Guys) je britanska humoristična serija napravljena u obliku lažnog dokumentarca.  Emitirala se na BBC-u od 1997. do 2000. godine; ukupno 19 epizoda u 3 sezone.  Na HRT-u je emitirana 2003. godine.
Serija prikazuje britansku "elitnu" policijsku jedinicu u njihovim nastojanjima da razbiju kriminalnu mrežu jednog od najvećih zločinaca u zemlji.  Svaki korak njihove akcije, kodnog imena Operacija pozitivci, prati ekipa snimatelja koje je pozvao vođa operacije Jim Beach očekujući da će mu dokumentirani uspjeh akcije donijeti slavu. No članovi tima se pokazuju potpuno nesposobnima i snimatelji bilježe ne samo njihove sramotne profesionalne neuspjehe i propuste, nego i neugodne detalje iz privatnog života i bizarne sklonosti.
Glavni likovi su vođa operacije Beach, njegov pomoćnih Ash, stručnjak za oružje de Sade, tajni agent iz odjela za droge "Bones", tajni agent Barwick, policajac i "glazbenik" Strings i naivni novak Kemp. Većina njihovih dijaloga bila je glumačka improvizacija.  Kao posebni gosti pojavljivale su se mnoge slavne ličnosti.
Serija je hvaljena kao inovativna zbog načina snimanja i specifičnog ugođaja te je stekla poklonike, ali nije doživjela širu popularnost.  Znatno uspješniji bio je kasniji The Office koji dosta podsjeća na Pozitivce.

## Uloge
- David Gillespie kao Jim Beach
- Ray Burdis kao Raymond Ash
- Dominic Anciano kao Dominic de Sade
- Mark Burdis kao Mark Kemp
- Perry Benson kao "Bones"
- John Beckett kao "Strings"
- William Scully kao Bill Zeebub
- Gary Beadle kao Gary Barwick
- Hugo Blick kao 'Smiler' McCarthy
- Roy Smiles kao Roy Leyton
- Kim Taylforth kao Kim ("Boo-Boo")
- Hugo Blick kao Hugo Crippin
- Hugo Blick kao Narrator

## Popis epizoda

### Sezona 1
1. The Informant
2. Radio Silence
3. Frisk 'Em
4. Holiday
5. Safe as Houses
6. Open Day
7. Sylvia La Plage

### Sezona 2
1. Back to School
2. Star Dust
3. Forensics
4. I Will Survive
5. Viva Espana
6. Operation Zorro

### Sezona 3
1. That's Entertainment
2. Castaway
3. Raging Pig
4. The Leader
5. Jubilee
6. Operation Snowdrop

### Dodatne epizode na DVD-u
- Where are they now?
- Pilot epizoda

## Vanjske poveznice
- Operation Good Guys u internetskoj bazi filmova IMDb-a
- BBC's description
- Phill.co.uk Comedy Guide
- British Sitcom Guide  Arhivirana inačica izvorne stranice od 16. siječnja 2006. (Wayback Machine)